# Лімановський повіт
Лімановський повіт (пол. powiat limanowski) — один з 19 земських повітів Малопольського воєводства Польщі.
Утворений 1 січня 1999 року в результаті адміністративної реформи.

## Загальні дані
Повіт знаходиться у центральній частині воєводства.
Адміністративний центр — місто Ліманова.
Станом на 1.01.2008 населення становить 122 685 осіб, площа 951,23 км².

## Географія
Річки: Черновка.

## Демографія
Демографічні дані повіту станом на 30.06.2005:
|       | Всього  | Всього | Жінки  | Жінки | Чоловіки | Чоловіки |
| ----- | ------- | ------ | ------ | ----- | -------- | -------- |
|       | осіб    | %      | осіб   | %     | осіб     | %        |
| Повіт | 121 153 | 100    | 60 540 | 50    | 60 613   | 50       |
| Міста | 22 067  | 100    | 11 390 | 51,6  | 10 677   | 48,4     |
| Села  | 99 086  | 100    | 49 150 | 49,6  | 49 936   | 50,4     |